# 폐기된 태풍 이름의 목록
다음은 폐기된 태풍 이름의 목록이다. 2000년 일본 기상청이 북서 태평양에서 발생한 태풍에 이름을 붙이기 시작한 이래 모두 33개의 태풍 이름이 폐기되었다.
태풍 이름을 없애는 것은 세계기상기구에 의해 연말에 열리는 회의에서 결정되는데, 보통 그 해에 막대한 피해를 입혔던 태풍의 이름을 더 이상 쓰지 않는다.
하지만 큰 피해를 주지 않았거나, 사용되지 않은 태풍의 이름이더라도 일부 변경되기도 한다. 실례로 2002년에 태국에서 제출한 "하누만"(HANUMAN)은 미처 태풍 이름으로 사용되기 전에 인도 기상청이 "하누만"이 힌두교의 신의 이름과 같다는 근거로 반대하면서 "모라꼿"(MORAKOT)으로 변경되었다. 같은 해에 미국에서 제출한 "코도"(KODO)도 사용되기 전에 "에어리"(AERE)로 변경되었다. 2004년에는 홍콩에서 제출한 "야냔"(YANYAN)과 "팅팅"(TINGTING)은 홍콩 현지에서 진행된 태풍 이름 공모를 통하여 선정된 "돌핀"(DOLPHIN)과 "라이언록"(LIONROCK)으로 각각 변경되었다. 그 외로 9개의 태풍 이름의 로마자 표기법이 변경되었다. 2014년 2월, 말레이시아가 소나무(SONAMU)라는 이름이 쓰나미와 발음이 비슷하여 혼란을 일으킬 수 있다는 이유로 변경을 요청했다. 2015년 2월, 소나무를 대신하여 종다리(JONGDARI)가 태풍 이름으로 제출되었다.
| 이름 | 대체된 이름         | 연도   | 영향을 준 지역                                                                                                   |
| --- | ------------------- | ------ | --- |
| 와메이(VAMEI) | 페이파(PEIPAH)      | 2001년 | 말레이시아 |
| 차타안(CHATAAN) | 마트모(MATMO)       | 2002년 | 괌, 추크 제도, 일본                                                                                              |
| 루사(RUSA) | 누리(NURI)          | 2002년 | 대한민국 |
| 봉선화(PONGSONA) | 노을(NOUL)          | 2002년 | 괌 |
| 야냔(YANYAN) | 돌핀(DOPHIN)        | 2003년 | 미크로네시아 연방, 괌                                                                                            |
| 임부도(IMBUDO) | 몰라베(MOLAVE)      | 2003년 | 필리핀, 중국 본토                                                                                                |
| 매미(MAEMI) | 무지개(MUJIGAE)     | 2003년 | 대한민국, 일본                                                                                                   |
| 수달(SUDAL) | 미리내(MIRINAE)     | 2004년 | 야프섬 |
| 라나님(RANANIM) | 파나피(FANAPI)      | 2004년 | 중국 본토 |
| 팅팅(TINGTING) | 라이언록(LIONROCK)  | 2004년 | 괌, 북마리아나 제도                                                                                              |
| 맛사(MATSA) | 파카르(PAKHAR)      | 2005년 | 중국 본토 |
| 나비(NABI) | 독수리(DOKSURI)     | 2005년 | 일본 |
| 룽왕(LONGWANG) | 하이쿠이(HAIKUI)    | 2005년 | 대만, 중국 본토                                                                                                  |
| 짠쯔(CHANCHU) | 산바(SANBA)         | 2006년 | 필리핀, 베트남, 중국 본토, 대만, 대한민국, 일본                                                                  |
| 빌리스(BILIS) | 말릭시(MALIKSI)     | 2006년 | 필리핀, 대만, 중국 본토                                                                                          |
| 사오마이(SAOMAI) | 손띤                | 2006년 | 중국 본토 |
| 상산(XANGSANE) | 리피(LEEPI)         | 2006년 | 필리핀, 베트남                                                                                                   |
| 두리안(DURIAN) | 망쿳(MANKHUT)       | 2006년 | 필리핀, 베트남                                                                                                   |
| 모라꼿(MORAKOT) | 앗사니(ATSANI)      | 2009년 | 필리핀, 대만, 중국 본토                                                                                          |
| 켓사나(KETSANA) | 참피(CHAMPI)        | 2009년 | 필리핀, 베트남                                                                                                   |
| 파마(PARMA) | 인파(IN-FA)         | 2009년 | 필리핀 |
| 파나피(FANAFI) | 라이(RAI)           | 2010년 | 대만, 중국 본토                                                                                                  |
| 와시(WASHI) | 하토(HATO)          | 2011년 | 필리핀 |
| 보파(BOPHA) | 암필(AMPIL)         | 2012년 | 필리핀 |
| 비센티(VICENTE) | 란(LAN)             | 2012년 | 홍콩, 중국 본토                                                                                                  |
| 우토르(UTOR) | 바리자트(BARIJAT)   | 2013년 | 필리핀, 중국 본토                                                                                                |
| 피토(FITOW) | 문(MUN)             | 2013년 | 중국 본토 |
| 하이옌(HAIYAN) | 바이루(BAILU)       | 2013년 | 필리핀, 중국 본토                                                                                                |
| 소나무(SONAMU) | 종다리(JONGDARI)    | 2013년 | 필리핀 |
| 람마순(RAMASUN) | 부알로이(BUALOI)    | 2014년 | 필리핀, 홍콩 |
| 사우델로르(SOUDELOR) | 사우델(SAUDEL)      | 2015년 | 필리핀, 대만, 중국 본토                                                                                          |
| 무지개(MUJIGAE) | 수리개(SURIGAE)     | 2015년 | 필리핀, 홍콩, 중국 본토                                                                                          |
| 곳푸(KOPPU) | 고구마(KOGUMA)      | 2015년 | 필리핀, 대만 |
| 멜로르(MELOR) | 츰파카(CEMPAKA)     | 2015년 | 필리핀 |
| 므란티(MERANTI) | 냐토(NYATOH)        | 2016년 | 필리핀, 대만, 중국 본토, 대한민국 (열대저압부 약화된 상태로 영향)                                                |
| 사리카(SARIKA) | 트라세(TRASES)      | 2016년 | 필리핀, 중국 본토, 홍콩                                                                                          |
| 하이마(HAIMA) | 무란(MULAN)         | 2016년 | 필리핀, 중국 본토, 일본 (온대저기압 변질 후 영향)                                                                |
| 녹텐(NOCK-TEN) | 힌남노(HINNAMNOR)   | 2016년 | 필리핀 |
| 하토(HATO) | 야마네코(YAMANEKO)  | 2017년 | 중국 대륙, 홍콩, 베트남                                                                                          |
| 카이탁(KAI-TAK) | 윈윙(YUN-YEUNG)     | 2017년 | 필리핀, 태국 |
| 덴빈(TEMBIN) | 고이누(KOINU)       | 2017년 | 필리핀, 말레이시아, 베트남                                                                                       |
| 룸비아(RUMBIA) | 풀라산(PULASAN)     | 2018년 | 중국 대륙 |
| 망쿳(MANGKHUT) | 끄라톤(KRATHON)     | 2018년 | 필리핀, 중국 대륙, 홍콩, 베트남                                                                                  |
| 위투(YUTU) | 인싱(YINXING)       | 2018년 | 괌, 필리핀, 중국 남동부                                                                                          |
| 레끼마(LEKIMA) | 미정.영구제명(추정) | 2019년 | 대만, 중국 대륙, 대한민국, 조선민주주의인민공화국                                                                |
| 파사이(FAXAI) | 미정.영구제명(추정) | 2019년 | 일본 |
| 하기비스(HAGIBIS) | .라가사             | 2019년 | 일본, 대한민국                                                                                                   |
| 봉퐁(VONGFONG) | .페냐               | 2020년 | 필리핀 |
| 린파(LINFA) | 미정.영구제명(추정) | 2020년 | 베트남 |
| 몰라베(MOLAVE) | 미정.영구제명(추정) | 2020년 | 필리핀, 베트남                                                                                                   |
| 고니(GONI) | 미정.개나리         | 2020년 | 필리핀, 베트남                                                                                                   |
| 밤꼬(VAMCO) | 미정.방랑           | 2020년 | 필리핀, 베트남                                                                                                   |
| 꼰선(Conson) | 미정.영구제명(추정) | 2021년 | 필리핀, 중국 하이난성, 베트남                                                                                    |
| 곤파스(Konpas) | 미정.영구제명(추정) | 2021년 | 필리핀, 대만, 일본 류큐 열도, 중국 남부, 베트남, 라오스                                                          |
| 라이(RAI) | 미정.영구제명(추정) | 2021년 | 팔라우, 필리핀, 베트남, 중국 하이난성                                                                            |
| 말라카스(MALAKAS) | 미정.영구제명(추정) | 2022년 | 미크로네시아 연방, 일본 오가사와라 제도, 간토 지방, 러시아 캄차카반도, 알류샨 열도, 북마리아나 제도, 팔라우 동부 |
| 메기(Megi) | 미정.영구제명(추정) | 2022년 | 필리핀 |
| 망온(MA-ON) | 미정.영구제명(추정) | 2022년 | 필리핀, 중국 대륙, 베트남, 라오스                                                                                |
| 힌남노(Hinnamnor) | 옹망                | 2022년 | 일본, 필리핀, 대만, 대한민국, 조선민주주의인민공화국, 러시아                                                     |
| 노루(NORU) | 호두                | 2022년 | 필리핀, 중국(하이난성), 베트남, 태국, 말레이시아                                                                 |
| 날개(NALGAE) | 잠자리              | 2022년 | 미크로네시아, 팔라우, 대만, 베트남, 중국 본토(하이난성), 홍콩, 마카오, 일본 사키지마제도, 대한민국               |
| 독수리(DOKSURI) |                     | 2023년 | 필리핀, 대만, 일본, 중국 (동부)                                                                                  |
| 도라(DORA) |                     | 2023년 | |
| 사올라(SAOLA) |                     | 2023년 | 필리핀(루손섬), 대만, 중국 (남부)                                                                                |
| 하이쿠이(Haikui) |                     | 2023년 | 미국 (북마리아나 제도), 일본(사키지마제도), 대만, 중국(푸젠성, 광둥성)                                           |
| 에위니아(EWINIAR) |                     | 2024년 | 필리핀, 일본 (다이토 제도, 이즈 제도), 미국 (알래스카)                                                           |
| 야기 (YAGI) |                     | 2024년 | 필리핀 (비사야 제도, 루손섬), 중국 (남서부), 대만 (핑동), 베트남 (북부), 라오스, 태국 (중북부), 미얀마 (북부)    |
| 제비 (Jebi) |                     | 2024년 | 북마리아나 제도, 일본 (오가사와라 제도, 이즈 제도, 본토(간토, 도호쿠), 러시아 쿠릴 열도                          |
| 출처: - 일본 기상청 - 베스트 트랙 - 세계 기상 기구 - List of Names for Tropical Cyclones Adopted by the Typhoon Committee for the Western North Pacific Ocean and the South China Sea - 대한민국 기상청 - 국가태풍센터 |                     |        | |

## 같이 보기
- 태풍의 이름
- 태풍 이름의 목록